# Boloria graeca
Boloria graeca — вид бабочек из семейства нимфалид.

## Описание
Оранжевая с чёрными пятнами на верхней стороне крыльев. Самка имеет более тёмные пятна на обоих парах крыльев. Передние крылья с выгнутым внешним краем. Задние крыльев округлым краем. Передний угол заднего крыла является почти прямым (90 градусов). Нижняя сторона крыльев с небольшими перламутровыми пятнами. Дискальная перевязь на нижней стороне заднего крыла снаружи не ограничена темным контуром. На передних крыльях жилка R1 не ветвится и начинается от центральной ячейки. Жилки R2, R3, R4, R5 имеют общий ствол, начинающийся от центральной ячейки. К костальному (переднему) краю переднего крыла выходят жилки R1 и R2, R3 выходит к вершине, а R4, R5 — к внешнему краю крыла. На заднем крыле жилка M3 и жилка Cu1 отходят от центральной ячейки в двух разных точках.

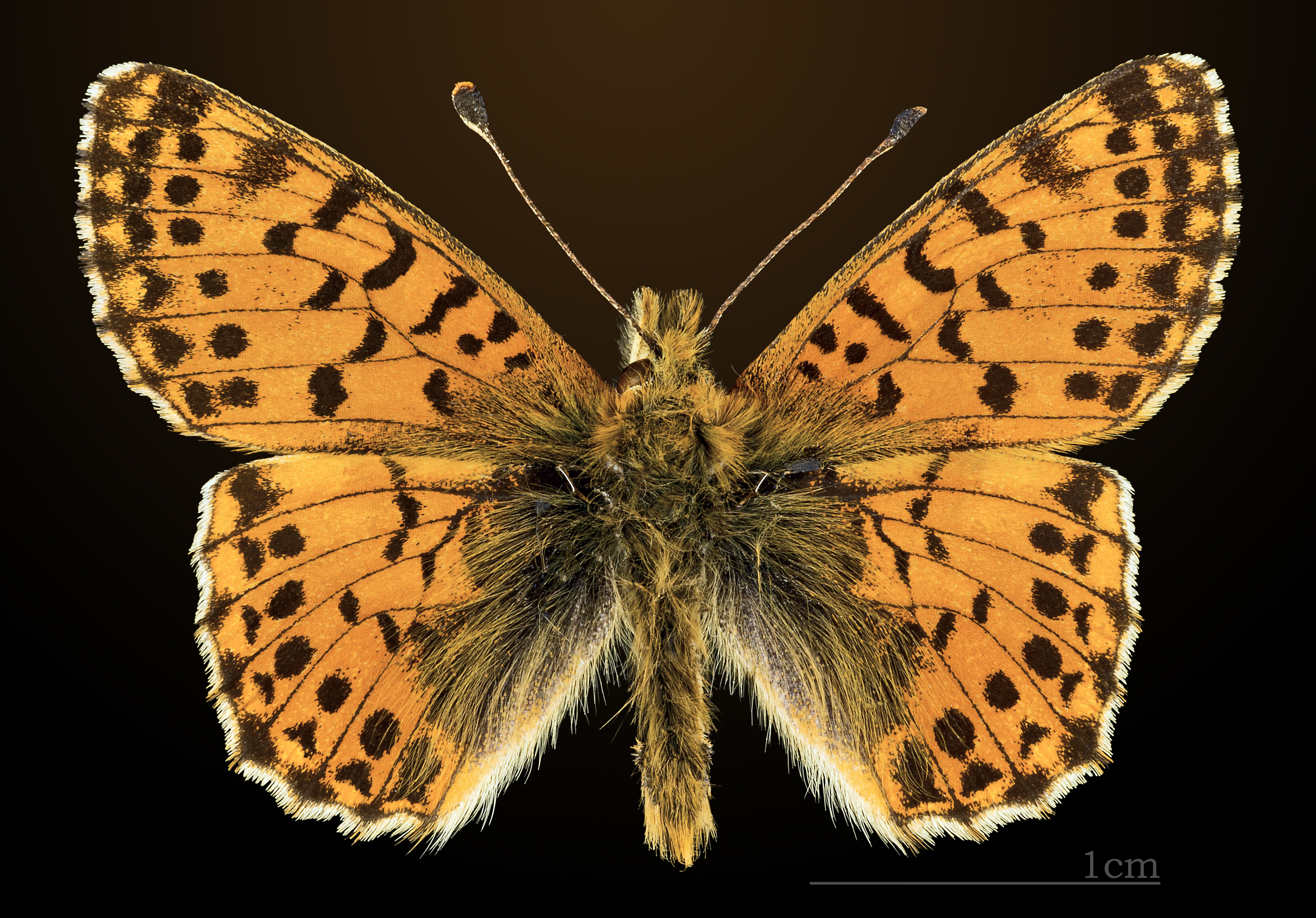
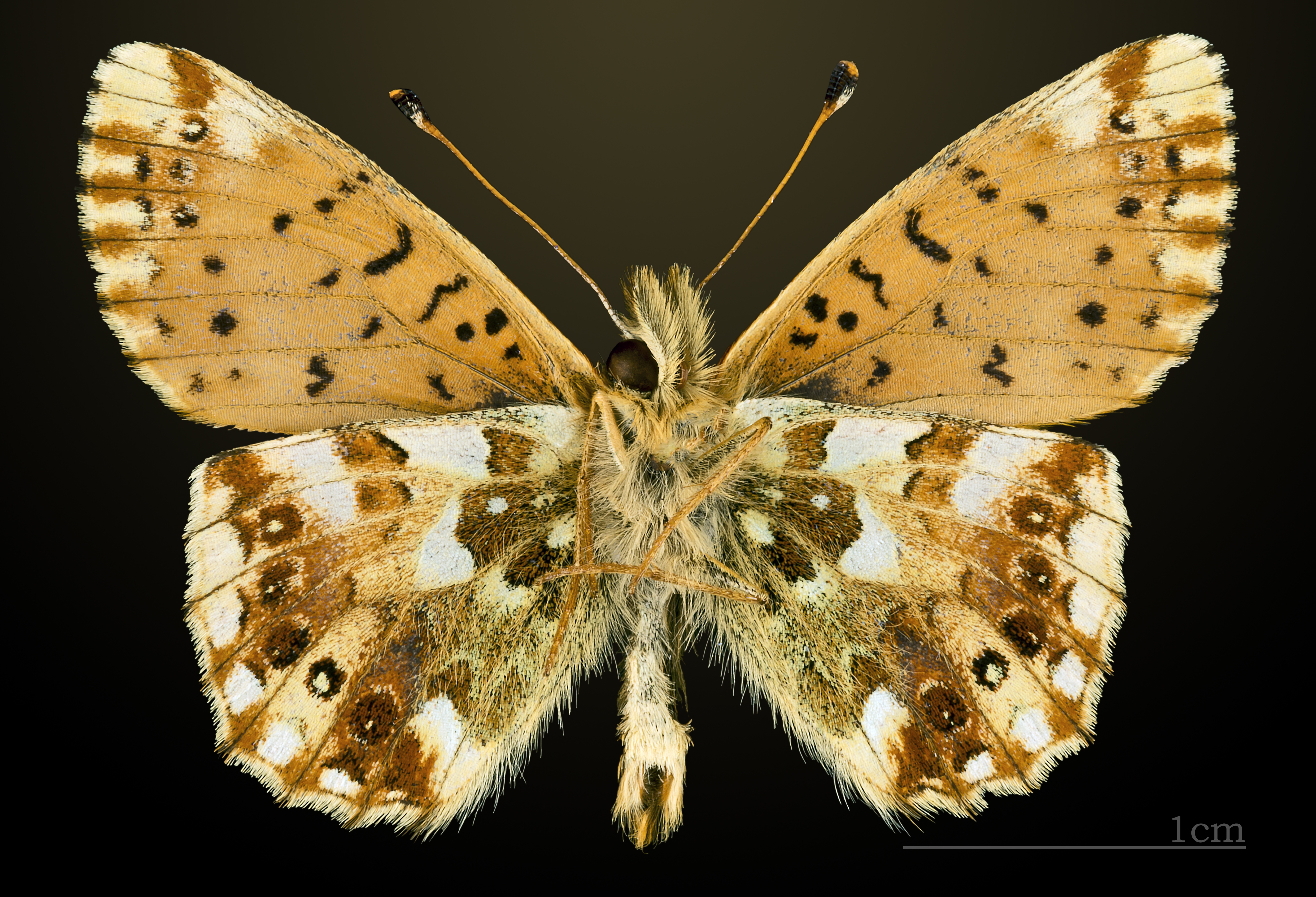

## Ареал
Юго-Западные Альпы, Греция, центральная часть Балканского полуострова, Турция. Горный вид, который встречается на высоте между 1600 и 2300 метров над уровнем моря, максимально встречается на высотах до 2600 м над уровнем моря.
В Болгарии известен из Витоша, Рила, Пирин и Алиботуш.

## Биология
Населяет сухие или влажные травянистые, иногда каменистые субальпийские и альпийские луга.
За год развивается в одном поколении. время лёта с середины июля по начало августа. Кормовое растение гусениц: фиалки (Viola). Зимует гусеница первых возрастов.